# Walter E. Lemcke
Walter E. Lemcke (* 19. August 1891 in Prellwitz, heute Przelewice bei Człopa; † 1955 in Berlin) war ein deutscher Bildhauer.

## Leben

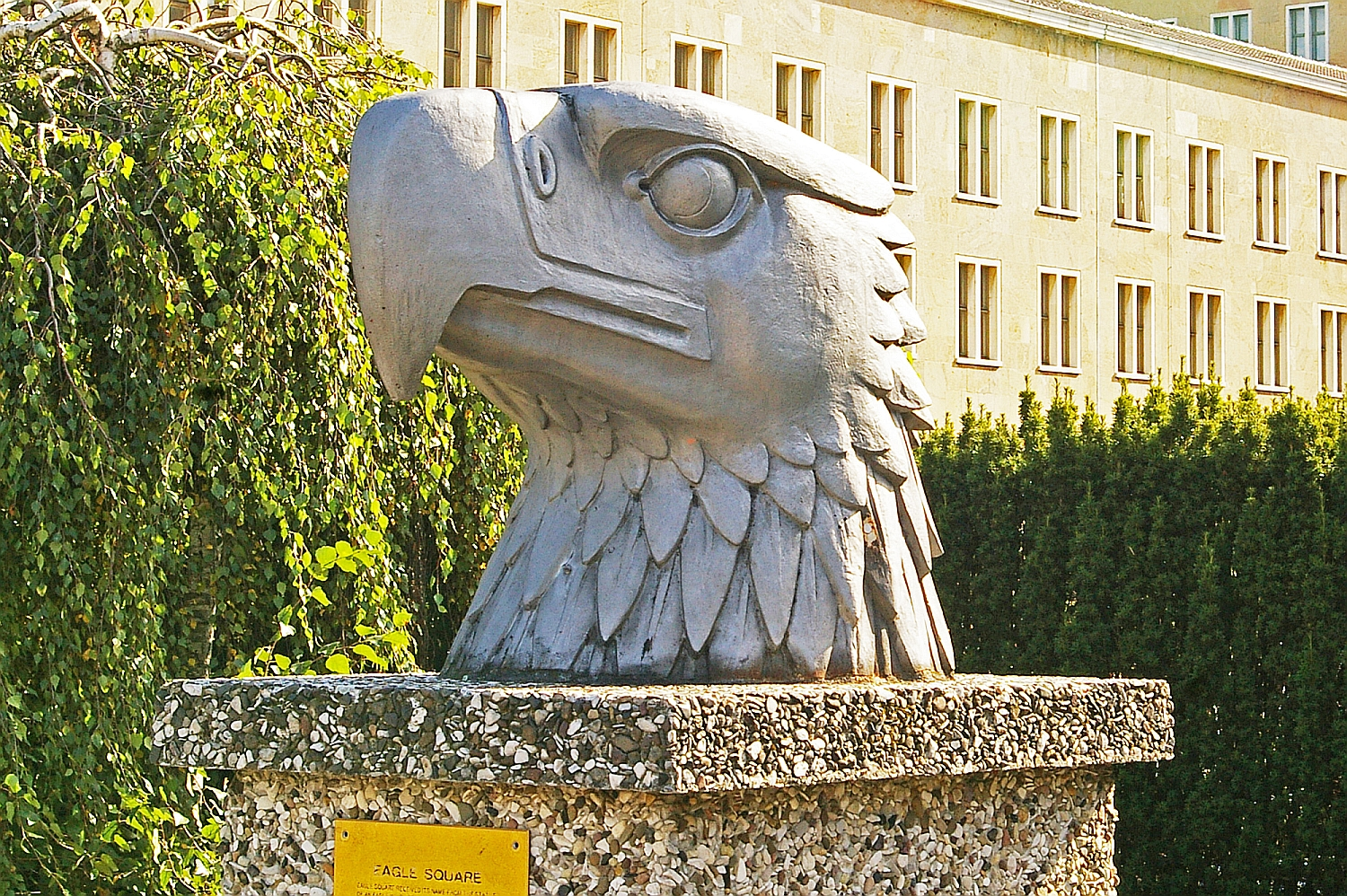
Adlerkopf am Platz der Luftbrücke

Walter E. Lemcke studierte an der Unterrichtsanstalt des Kunstgewerbemuseums Berlin Bildhauerei. Nach dem Ersten Weltkrieg betrieb er in Berlin ein kleines eigenes Atelier. Mit weiblichen Aktfiguren machte er in den späten 1920er Jahren auf sich aufmerksam. Einige Arbeiten stellte er auf Kunstausstellungen in Berlin und Düsseldorf aus. Sein bekanntestes Werk ist die Olympiaglocke, die er nach einem Entwurf von Ernst Sagebiel modellierte. Von Lemckes monumentaler, rund fünf Meter hoher Adlerstatue, die sich bis 1962 auf dem Eingangsgebäude des Flughafens Tempelhof befand, ist heute noch das Kopffragment erhalten. Es wurde 1985 von der US-Luftwaffe am Rand des Platzes der Luftbrücke aufgestellt.

## Leistungen
Lemckes künstlerisches Werk steht im Spannungsfeld dreier politischer Epochen: Weimarer Republik, Drittes Reich und Nachkriegszeit im zerstörten Berlin. Er erlebte erste Erfolge um 1930 mit modern anmutenden Aktfiguren. Zunehmend stellte er sich Mitte der 1930er Jahre in Dienst der Nationalsozialisten. Nach dem Krieg trat er künstlerisch kaum mehr in Erscheinung.

## Werke

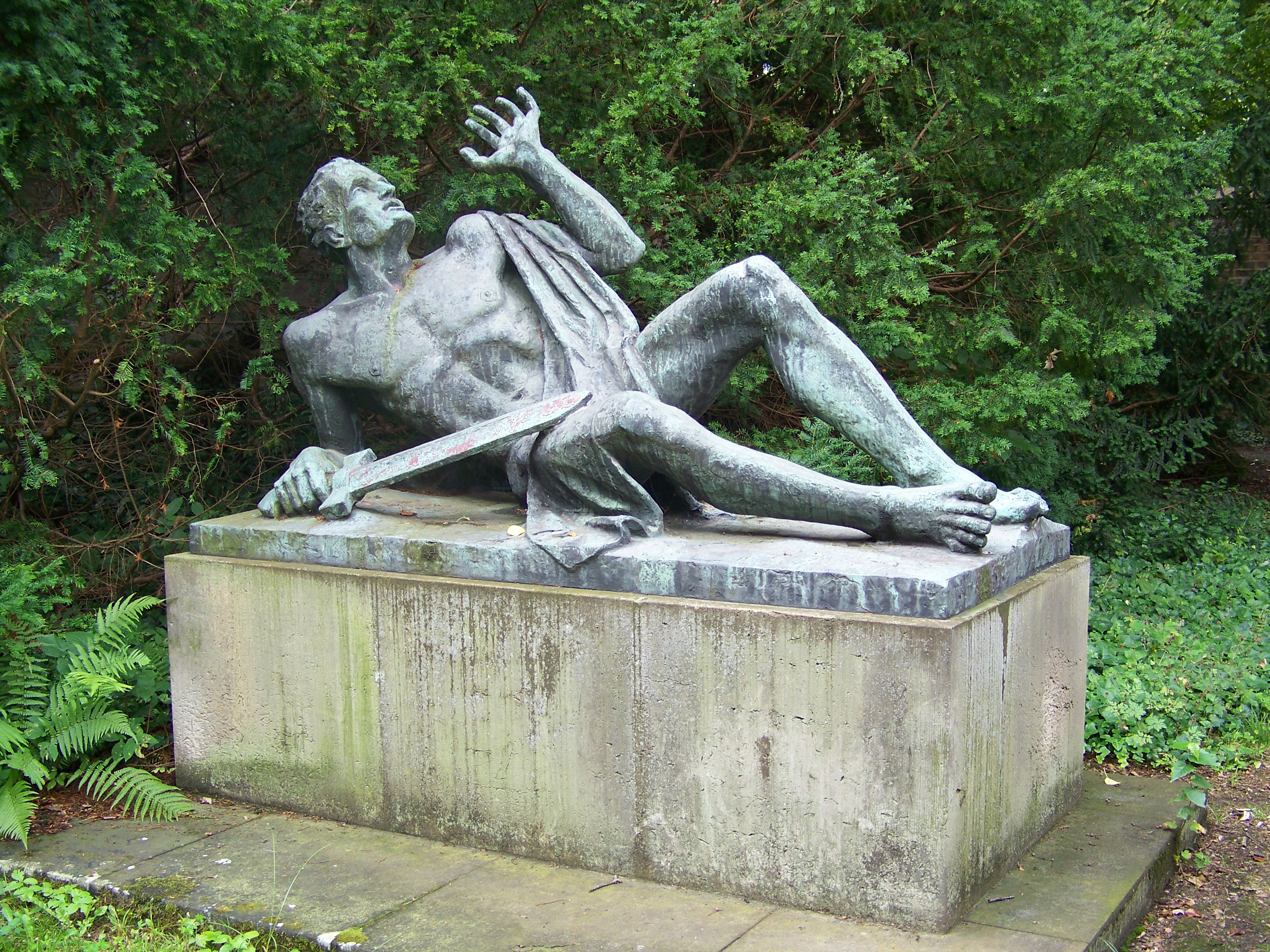
Figur im Heldenhain auf dem Bornstedter Friedhof

- Springender Hirsch (18 cm), Bronze 1925 (Kunsthandel 1998)
- Bauplastik am Kunstgebäude der Philipps-Universität Marburg: Türen, Wappensteine, 1927
- Bildnis meiner Frau (Kunstausstellung Düsseldorf 1928), Wallraf-Richartz-Museum Köln
- Werke für die Universitätskirche Marburg: Lettner, Wandornamente, Taufdeckel, 1928
- Krugträgerin, Bronze, Grugapark Essen[2] (Modell Kunstausstellung Berlin 1930)
- Knabe mit Fischen (Brunnenfigur; Akademieausstellung Berlin 1931)
- Schreitende (Torso; Kunstausstellung Berlin 1931)
- Reichsadler, Reichsluftfahrtministerium Berlin, 1935/36 (zerstört)
- Werke zur Olympiade Berlin 1936:
  - Olympiaglocke, Gussstahl
  - Olympiafackel, Edelstahl[3]
  - Amtskette (Olympia-Kette) der Mitglieder des Olympischen Komitees IOC, u. a. für Theodor Lewald, dem damaligen Präsidenten der deutschen Sektion des IOC
- Figur im Heldenhain auf dem Bornstedter Friedhof Potsdam, Bronze 1937[4]
- Plakette zur Eingliederung der Ostmark und des Sudetenlandes (143 × 92 mm), Bronze 1939?
- Reichsadler, Gussstahl 1940, Platz der Luftbrücke am Flughafen Tempelhof
- 6 Adlerreliefs, 1940, Berlin (Flughafen Tempelhof)
- Ehrenhain Bromberg, 1940 – für die Opfer des Bromberger Blutsonntags
- Wappenrelief (Rekonstruktion) für Torgau
- Büchermännchen, Bronze 1950, Universitätsbibliothek Münster
- Tänzerin, Bronze 1953, Grugapark Essen[5]

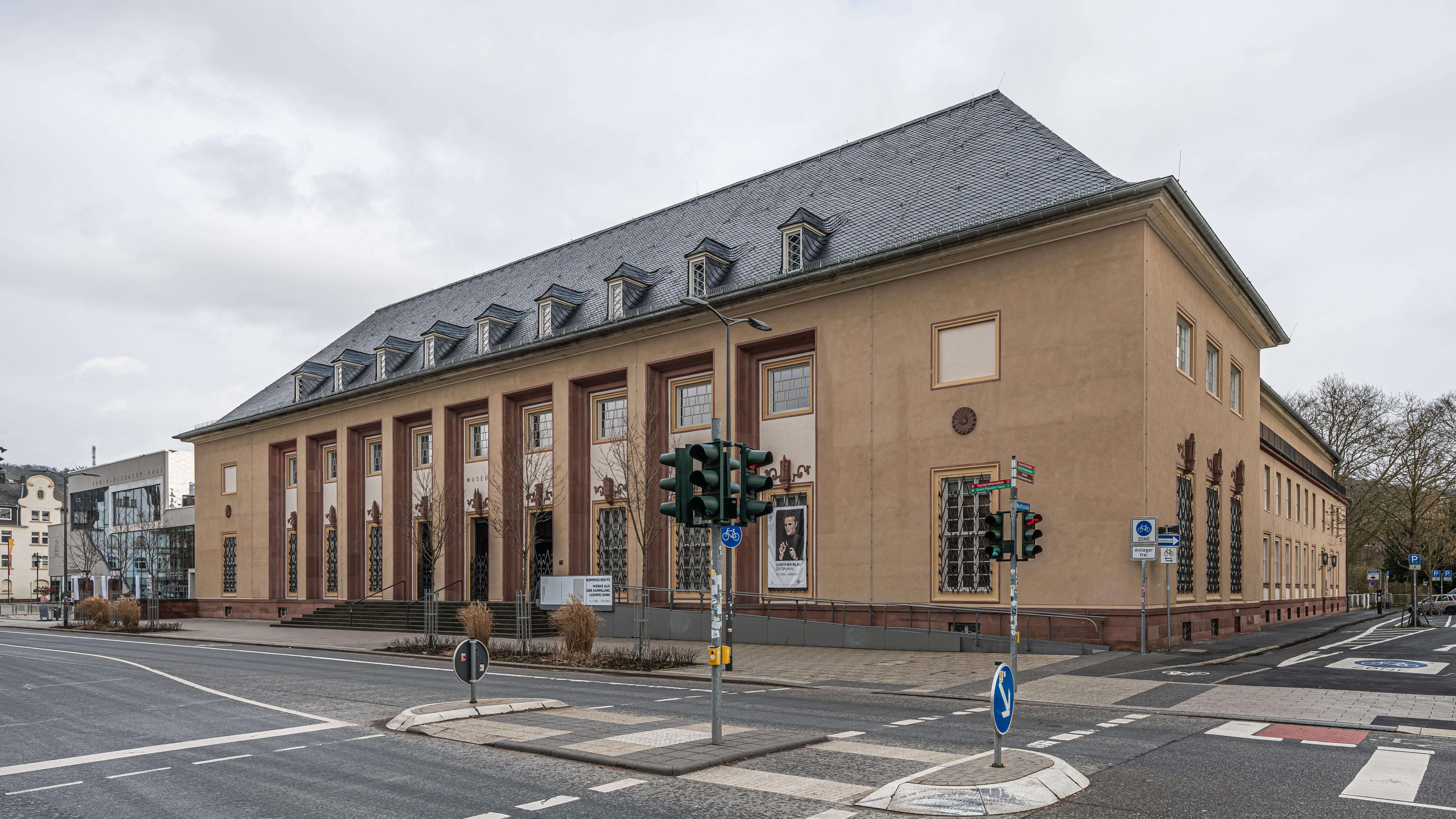
Kunstgebäude der Philipps-Universität Marburg
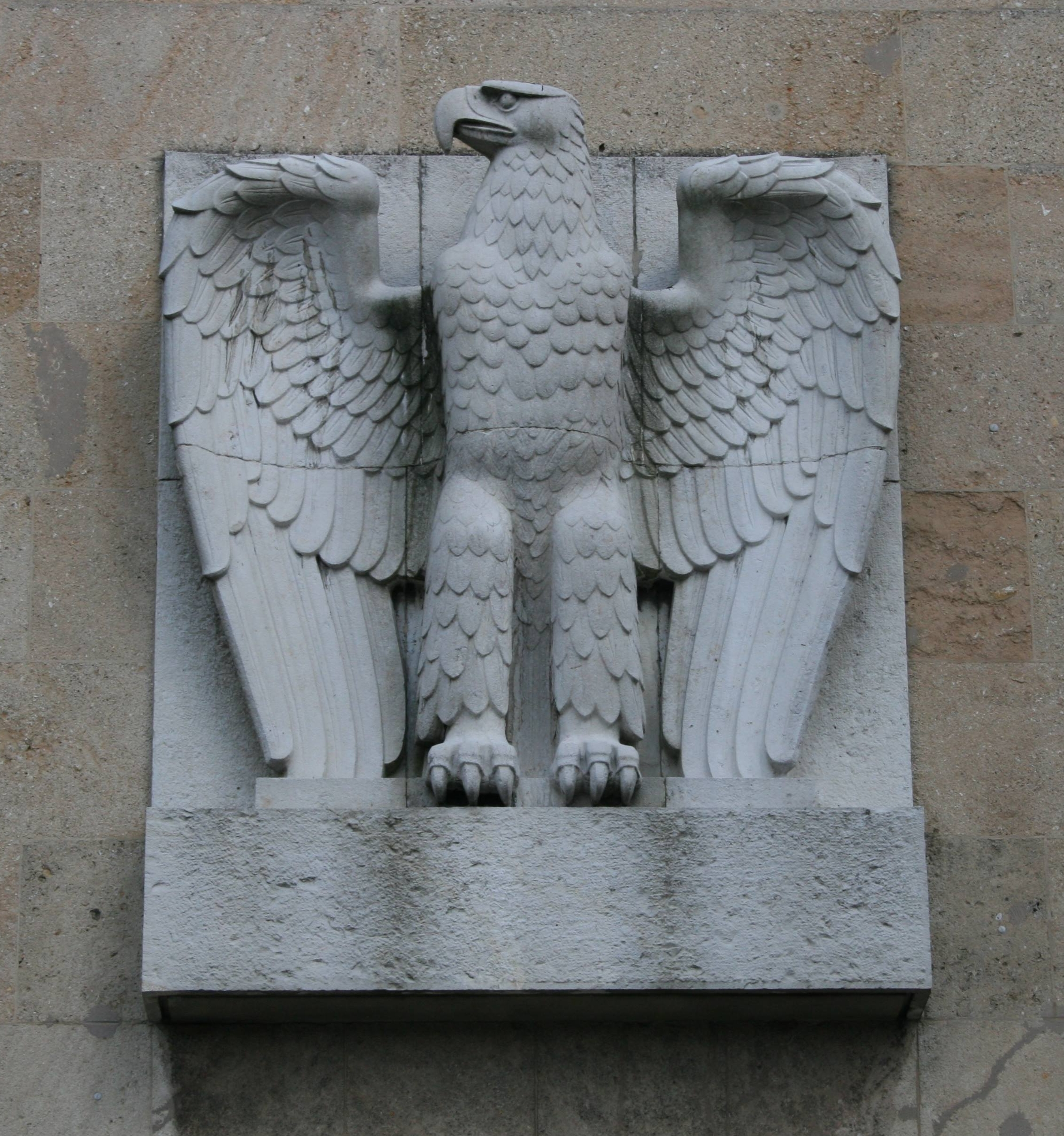
Reichsadler Flughafen Tempelhof
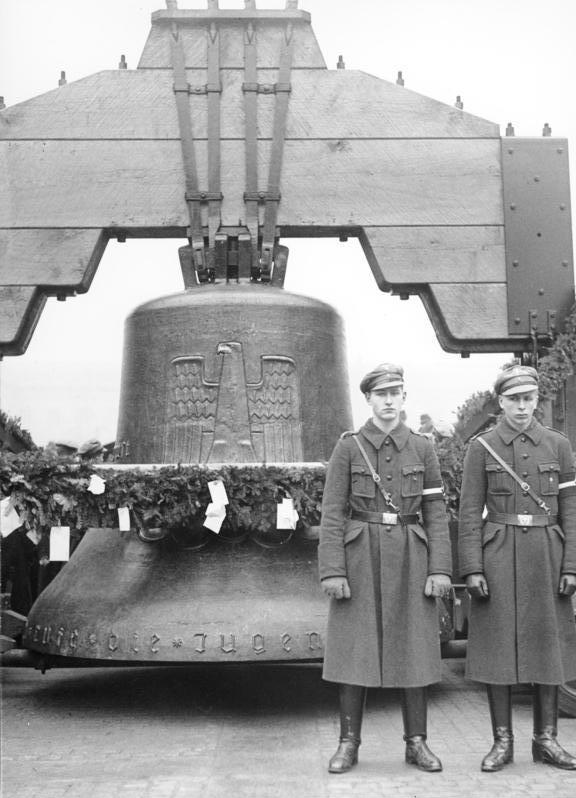
Weihe der Olympiaglocke
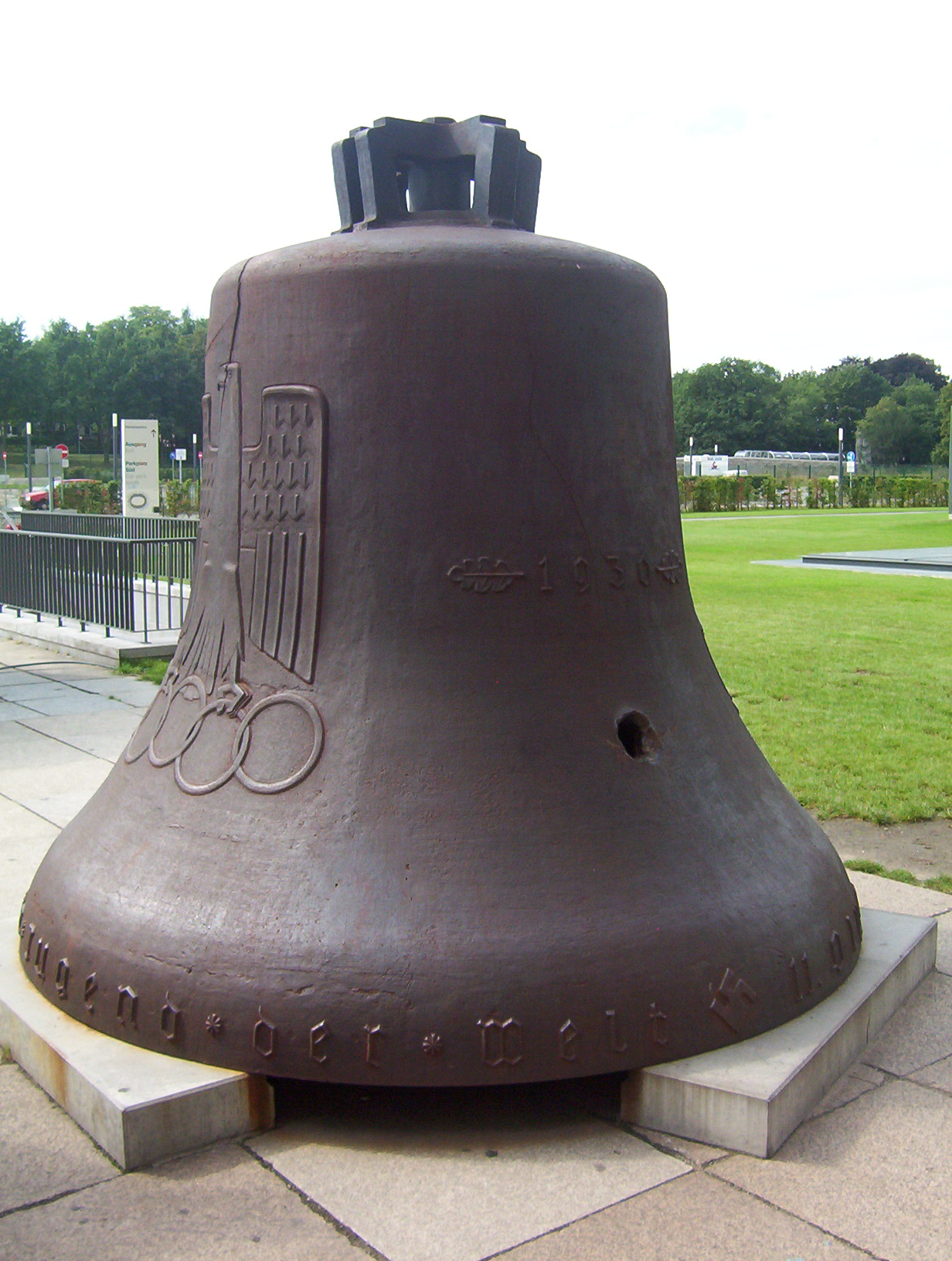
Beschädigte Olympiaglocke
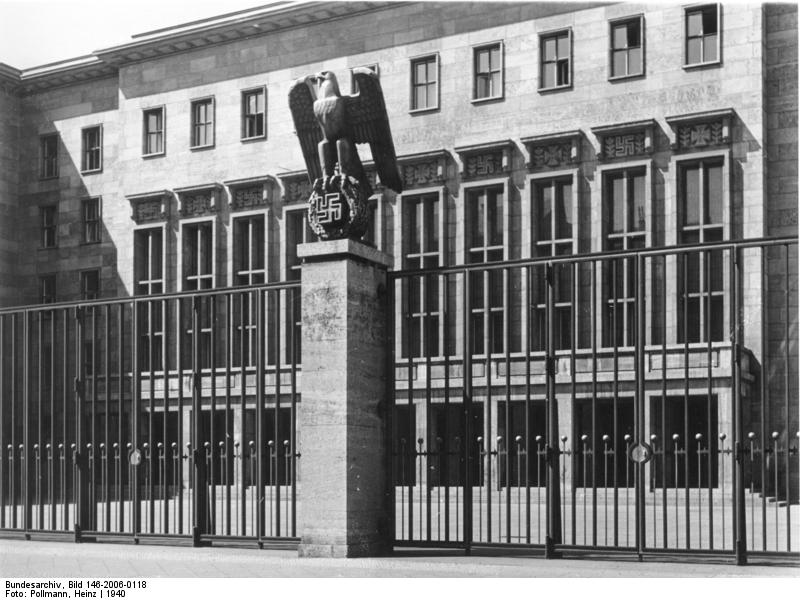
Reichsadler am ehem. Reichsluftfahrtministerium
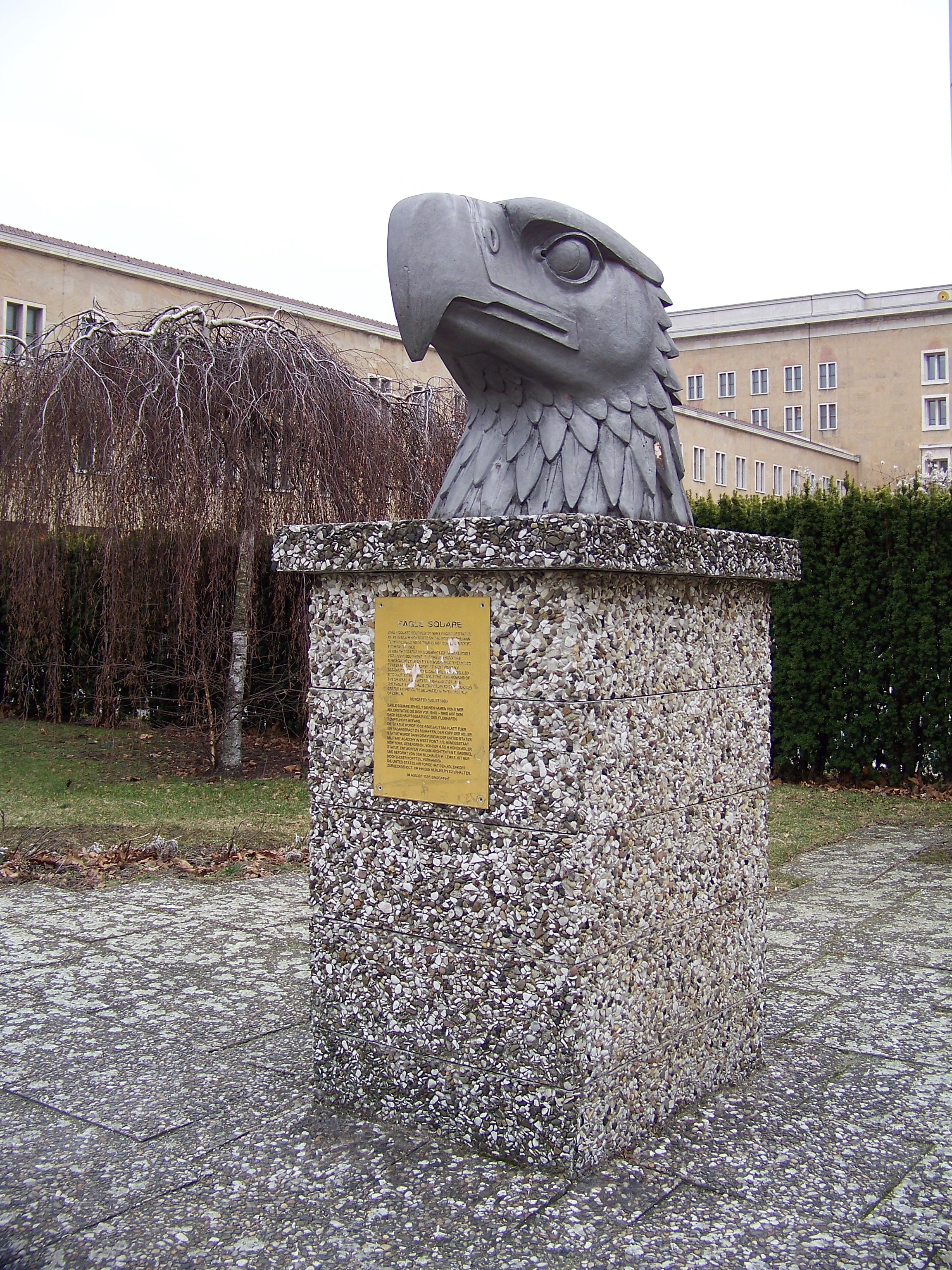
Eagle Square am Platz der Luftbrücke
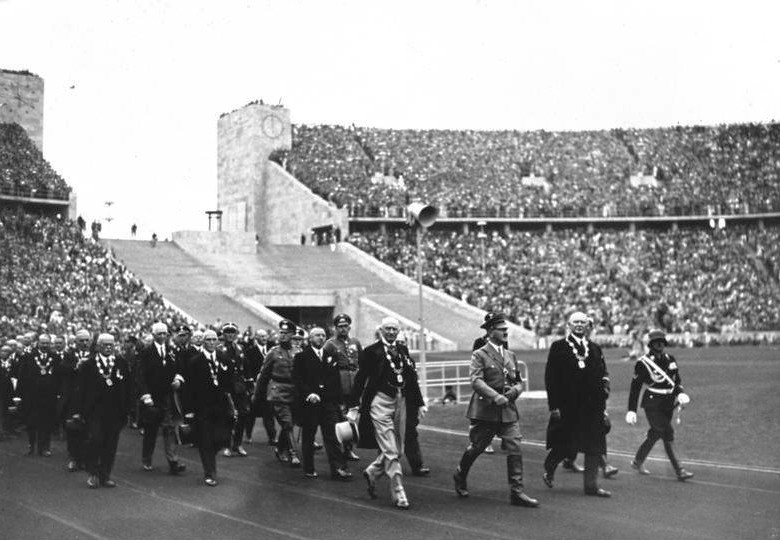
Eröffnung der Olympiade 1936 in Berlin, Würdenträger des IOC mit der Olympia-Kette neben Adolf Hitler